# Ituano FC
Ituano Futebol Clube, ibland kallad Ituano Sociedade Civil de Futebol Ltda, men mest känd som enbart Ituano är en brasiliansk fotbollsklubb som grundades 1947 och hör hemma i staden Itu i delstaten São Paulo.
Klubben spelar i delstatsserien Campeonato Paulista, som man vunnit två gånger, 2002 och 2014. På nationell nivå har man en seger (2017) i Campeonato Brasileiro Série C.
Klubben mest meriterade spelare är Juninho Paulista, som spelat i klubbar som Middlesbrough, Atlético Madrid, Celtic, Palmeiras och Flamengo, och åren 1995–2003 gjorde 50 landskamper för Brasilien, bland annat i laget som tog brons vid OS i Atalanta 1996, och det lag som vann VM i fotboll 2002.